# Xã McKenzie, Quận Burleigh, Bắc Dakota
Xã McKenzie (tiếng Anh: McKenzie Township) là một xã thuộc quận Burleigh, tiểu bang Bắc Dakota, Hoa Kỳ. Năm 2010, dân số của xã này là 88 người.